# يربوع قزم خماسي الأصابع
اليربوع القزم خماسي الأصابع (الاسم العلمي: Cardiocranius paradoxus) نوع من القوارض من فصيلة اليربوعيات، والنوع الوحيد من جنس Cardiocranius، يتوطن في الصين، كازاخستان ومنغوليا.